# Omnismo
Omnismo (português europeu) ou onismo (português brasileiro) é o reconhecimento e respeito de todas as religiões ou a falta delas. Omnismo é semelhante ao sincretismo. No entanto, também pode ser visto como uma forma de aceitar a existência de várias religiões sem acreditar em tudo o que professam ou ensinam.

## Uso contemporâneo
O uso contemporâneo modificou a "crença em todas as religiões" para se referir mais a uma aceitação da legitimidade de todas as religiões. O OED elabora que um omnista acredita "em um único propósito ou causa transcendente que une todas as coisas ou pessoas". Essa não é necessariamente a conclusão daqueles que se descrevem como onistas. Alguns omnistas interpretam isso como significando que todas as religiões contêm vários elementos de uma verdade comum, ou colocam o omnismo em oposição ao dogmatismo, no sentido de que os omnistas estão abertos a verdades potenciais de todas as religiões. No entanto, como acontece com a física moderna, isso não significa que haja um único propósito ou causa transcendente que os une. De fato, pode haver um número infinito de possibilidades ou uma forma mais profunda de incerteza na realidade. Pode haver uma influência mais semelhante ao existencialismo em que a consciência é um poder ou força que ajuda a determinar a realidade, mas não é uma influência divina. Vivek Modi é um exemplo de onista.
Os dicionários Oxford definem um omnista como "uma pessoa que acredita em todas as fés ou credos; uma pessoa que acredita em um único propósito ou causa transcendente que une todas as coisas ou pessoas, ou os membros de um determinado grupo de pessoas".
Nesse sentido, o omnismo não parece ser uma forma de teologia, uma vez que não defende nem se opõe a crenças particulares sobre Deus. Em vez disso, afirma a necessidade de se chegar a uma compreensão da realidade com base na experiência pessoal, envolvimento e investigação, e uma aceitação da validade e legitimidade das diferentes compreensões dos outros. Neste, há, no entanto, um sistema implícito de valores ou ética.

## Omnistas notáveis
- Philip James Bailey, o primeiro a cunhar o termo.[2]
- Ellen Burstyn, que se filia a todas as religiões, afirmou ser "um espírito aberto à verdade que vive em todas essas religiões".[3]
- John Coltrane, depois de uma experiência religiosa autodescrita que o ajudou a largar seu vício em heroína e álcool, ele se tornou mais profundamente espiritual, dizendo mais tarde "Eu acredito em todas as religiões".[4]
- Chris Martin, que se referiu a si mesmo como um "teísta total", um termo de sua autoria referindo-se ao omnismo.[5]